# Ceratonereis brasiliensis
Ceratonereis brasiliensis är en ringmaskart som först beskrevs av McIntosh 1885.  Ceratonereis brasiliensis ingår i släktet Ceratonereis och familjen Nereididae. Inga underarter finns listade i Catalogue of Life.